# Асналкасар
Асналкасар (на испански: Aznalcázar) е населено място и община в Испания. Намира се в провинция Севиля, в състава на автономната област Андалусия. Общината влиза в състава на района (комарка) Ел Алхарафе. Заема площ от 450 km². Населението му е 4128 души (по преброяване от 2010 г.). Разстоянието до административния център на провинцията е 25 km.

## Демография
| 1996 | 1998 | 1999 | 2000 | 2001 | 2002 | 2003 | 2004 | 2005 | 2006 | 2007 |
| ---- | ---- | ---- | ---- | ---- | ---- | ---- | ---- | ---- | ---- | ---- |
| 3387 | 3431 | 3490 | 3518 | 3522 | 3522 | 3581 | 3613 | 3692 | 3793 | 3860 |